# Diluição isotópica
Análise por diluição isotópica é um método para determinar a quantidade de substâncias químicas. Na sua concepção mais simples, o método de diluição isotópica compreende a adição de quantidades conhecidas de substância enriquecida isotopicamente à amostra analisada. A mistura eficaz do padrão isotópico com a amostra efetivamente "dilui" o enriquecimento isotópico do padrão e isso forma a base do método de diluição isotópica. A diluição isotópica é classificada como método de padronização interna, porque o padrão (forma isotopicamente enriquecida de analito) é adicionado diretamente à amostra. Além disso, diferentemente dos métodos analíticos tradicionais que dependem da intensidade do sinal, a diluição do isótopo emprega proporções de sinal. Devido a essas duas vantagens, o método de diluição de isótopos é considerado entre os métodos de medição química de mais alto padrão metrológico.

## História

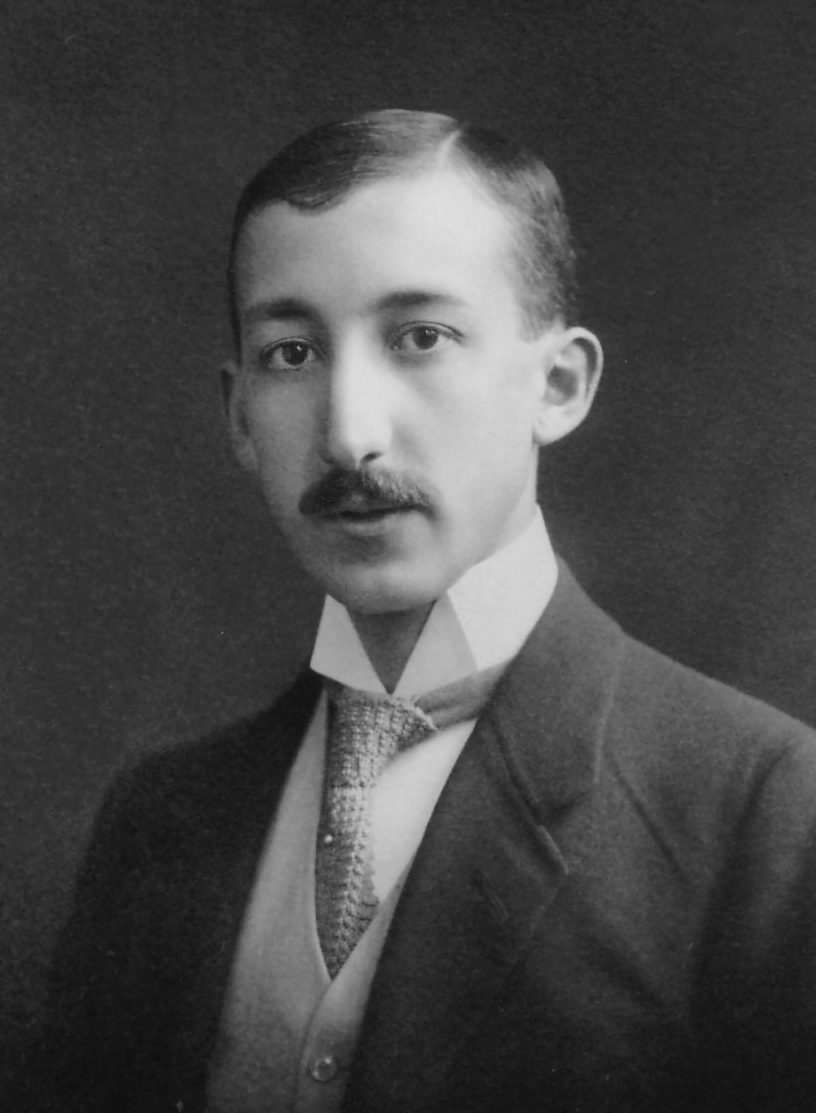
O químico húngaro George de Hevesy recebeu o Prêmio Nobel de Química pelo desenvolvimento do método de radiorrastreamento, que é um precursor da diluição de isótopos.

A aplicação analítica do método de radiorrastreamento é um precursor da diluição isotópica. Este método foi desenvolvido no início do século XX por George de Hevesy pelo qual ele foi agraciado com o Prêmio Nobel de Química de 1943.
Uma aplicação inicial da diluição de isótopos na forma do método de radiorrastreamento foi a determinação da solubilidade do sulfeto de chumbo e do cromato de chumbo em 1913 por George de Hevesy e Friedrich Adolf Paneth. Nos anos 1930, o bioquímico estadunidense David Rittenberg foi pioneiro no uso da diluição isotópica em bioquímica, permitindo estudos detalhados do metabolismo celular.

## Exemplo

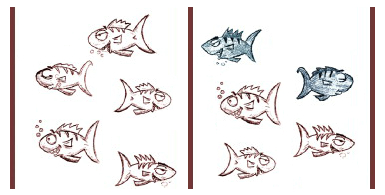
Ilustração tutorial da análise de diluição de isótopos com contagem de peixes em lagos.

A diluição isotópica pode ser efetivamente explicada usando o método captura-recaptura da biologia - um método comumente usado em ecologia para estimar o tamanho de uma população de peixes.
A diluição isotópica pode ser comparada ao método de Lincoln-Petersen. Suponha que o número de peixes em um lago seja determinado. Cinco peixes rotulados são adicionados ao lago durante a primeira visita (nB = 5). Na segunda visita, vários peixes são capturados e observa-se que a proporção de nativos para rotulados é 10:1. A partir disso, podemos estimar o número original de peixes no lago, nA:
{\displaystyle n_{\mathrm {A} }=n_{\mathrm {B} }\times {\frac {10}{1}}=50}
Esta é uma visão simplificada da diluição de isótopos, mas ilustra as principais características da diluição de isótopos. Uma situação mais complexa surge quando a distinção entre peixes rotulados e não rotulados se torna imprecisa. Isso pode ocorrer, por exemplo, quando o lago já contém um pequeno número de peixes rotulados das experiências de campo anteriores. Em tal situação, a seguinte expressão pode ser empregada:
{\displaystyle n_{\mathrm {A} }=n_{\mathrm {B} }\times {\frac {R_{\mathrm {B} }-R_{\mathrm {AB} }}{R_{\mathrm {AB} }-R_{\mathrm {A} }}}\times {\frac {1+R_{\mathrm {A} }}{1+R_{\mathrm {B} }}}}
onde RA é a proporção de peixes nativos para rotulados no lago, RB é a proporção de peixes nativos para rotulados no lote de nB peixes marcados que são adicionados ao lago, e RAB é a proporção de peixes nativos para rotulados capturados durante a segunda visita.